# 里普利氏果鳩
里普利氏果鳩（Ptilinopus arcanus），又名里氏果鳩，是菲律賓特有一種鴿子。
里普利氏果鳩生活在亞熱帶或熱帶低地潮濕的森林。牠們因失去棲息地而受到威脅。

## 外部連結
- BirdLife Species Factsheet